# Gabriele Zimmer
Gabriele 'Gabi' Zimmer (Oost-Berlijn, 7 mei 1955) is een Duitse socialistische politicus. Ze is aangesloten bij Die Linke.
Ze is sinds 1981 lid van de Oost-Duitse communistische partij Sozialistische Einheitspartei Deutschlands (SED). Ze werkte bij de VEB Jagd- und Sportwaffenwerk Ernst Thälmann, een wapenfabriek in Suhl, waar ze binnen het bedrijf voorzitter was van de SED. Van 1990 tot 2004 was ze lid van de Thüringer Landtag (het deelstaatparlement van Thüringen) voor de PDS, de opvolger van de SED.
Sinds 2004 is ze lid van het Europees Parlement, waar zij sinds 2012 fractievoorzitter is van Europees Unitair Links/Noords Groen Links.